# Verapamil
Verapamil je fenylalkylaminový derivát, který působí přednostně na srdeční svalovinu. Zpomaluje sinusový rytmus a vedení v srdečním převodním systému.

## Vlastnosti
Na základě své struktury se řadí mezi non-dihydropyridinové blokátory kalciového kanálu.

## Mechanismus účinku
Funguje jako blokátor vápníkových kanálů v hladkém svalstvu.

## Použití
- Ischemická choroba srdeční
- Hypertenze
- Sekundární prevence po infarktu myokardu

## Kontraindikace
Verapamil není vhodný při závažných poruchách síňokomorového převodu, při srdeční nedostatečnosti a při současném podávání betablokátorů nebo digoxinu. Verapamil je rovněž inhibitorem cytochromu P450, a proto se podílí na interakcích s jinými léčivy. Při současném podání tak může dojít ke zvýšení jejich účinku, např. u beta-blokátorů, karbamazepinu, cyklosporinu, digoxinu, chinidinu a teofylinu.